# 13586 Copenhagen
A 13586 Copenhagen (ideiglenes jelöléssel (13586) 1993 TY22) a Naprendszer kisbolygóövében található aszteroida. Eric Walter Elst fedezte fel 1993. október 9-én.